# Щукин, Сергей Николаевич
Сергей Николаевич Щукин (17 сентября 1872, Великий Устюг, Вологодская губерния — 8 октября 1931, Москва) — митрофорный протоиерей Православной российской церкви, богослов и публицист. Близкий знакомый Антона Чехова в Ялте.

## Биография
Родился в семье священника. Обвенчан с Лидией Николаевной Авгурской, дети: Наталия, Алексей, Мария.
Окончил Устюжское духовное училище (1886), Вологодскую духовную семинарию (1892) и Санкт-Петербургскую духовную академию со степенью кандидата богословия (1898).
Преподаватель в церковно-приходской школе села Коквицкого Яренского уезда Вологодской губернии (1892—1894). Законоучитель в церковно-приходской школе села Аутки Ялтинского уезда Таврической губернии (1899). Священник Троицкого собора в городе Керчи (1900). Законоучитель в женской гимназии (1901) и ключарь собора Святого Александра Невского (1902) в городе Ялте. В 1906 году уволен от всех должностей и выслан из Ялты за неблагонадёжность — служение панихиды по жертвам Кровавого воскресенья. Священник домового храма княгини Гагариной в имении Кучук-Ламбат (ныне посёлок Малый Маяк) на южном берегу Крыма (1907).
Общался с Сергеем Булгаковым в бытность того публицистом и депутатом Государственной думы и позднее, после рукоположения.
Награждён камилавкой, ключарь Успенского храма и законоучитель в церковно-приходской школе села Аутки (1910), ялтинских коммерческом училище, мужской воскресной школе (1914) и женской гимназии (1915), протоиерей (1916).
В 1917—1918 годах член Поместного собора Православной российской церкви Собора по избранию как клирик от Таврической епархии, участвовал в 1—2-й сессиях, член II, III, VII, VIII, XV отделов.
Сопротивлялся деятельности обновленцев в Ялте. В 1921 году арестован как «идейный вдохновитель тихоновщины» в Крыму, через год освобождён. В 1920-е годы награждён митрой. В 1925 году после закрытия Ауткского храма переехал в Москву, настоятель храма Спаса Преображения на Песках.
Был сбит машиной в день своего ангела. Похоронен на Введенском (Немецком) кладбище (участок 4-1).

## Сочинения
- К толкам о реформе Церкви; О печали Христа // Московский еженедельник. 1908. № 16, 36–37.
- Люди трогательной доброты // Московский еженедельник. 1910. № 27.
- Из воспоминаний об А. П. Чехове // Русская мысль. 1911. № 10.
- Около Церкви. Сб. статей. М., 1913.
- Божеское и человеческое. Сб. статей. М., 1916.